# Вільдгаус — Альт-Санкт-Йоганн
Вільдгаус — Альт-Санкт-Йоганн (нім. Wildhaus-Alt St. Johann) — громада в Швейцарії в кантоні Санкт-Галлен, виборчий округ Тоггенбург.

## Географія
Громада розташована на відстані близько 145 км на схід від Берна, 28 км на південь від Санкт-Галлена.
Вільдгаус — Альт-Санкт-Йоганн має площу 87,5 км², з яких на 3,2 % дозволяється будівництво (житлове та будівництво доріг), 52,1 % використовуються в сільськогосподарських цілях, 27,2 % зайнято лісами, 17,5 % не є продуктивними (річки, льодовики або гори).

## Демографія
2019 року в громаді мешкало 2606 осіб (-1,8 % порівняно з 2010 роком), іноземців було 12 %. Густота населення становила 30 осіб/км².
За віковим діапазоном населення розподілялося таким чином: 20,8 % — особи молодші 20 років, 53,9 % — особи у віці 20—64 років, 25,3 % — особи у віці 65 років та старші. Було 1154 помешкань (у середньому 2,2 особи в помешканні).
Із загальної кількості 1528 працюючих 257 було зайнятих в первинному секторі, 283 — в обробній промисловості, 988 — в галузі послуг.